# Государственный астрономический институт имени П. К. Штернберга
Государственный астрономический институт имени П. К. Штернберга (ГАИШ МГУ) — советское и российское научно-исследовательское учреждение при МГУ. Совместно с астрономическим отделением физического факультета МГУ ведёт учебную работу по подготовке учёных и специалистов-астрономов широкого профиля. В состав института входят: Крымская лаборатория, лаборатория на Северном Кавказе, высокогорная Баксанская экспедиция, Кучинская астрофизическая обсерватория. Публикуются серийные научные издания «Труды ГАИШ» (с 1922 года) и «Сообщения ГАИШ» (с 1947 года).
При создании института в 1931 году (ОГАИШ) ему было присвоено имя астронома и революционера Павла Карловича Штернберга (1865—1920).

## История
Объединённый Государственный астрономический институт имени П. К. Штернберга (ОГАИШ) был создан в 1931 году на базе:
- Астрономической обсерватории Московского университета (основана в 1831 году).
- Астрономо-геодезического института МГУ (основан в 1922 году).
- Государственного астрофизического института (основан в 1923 году).

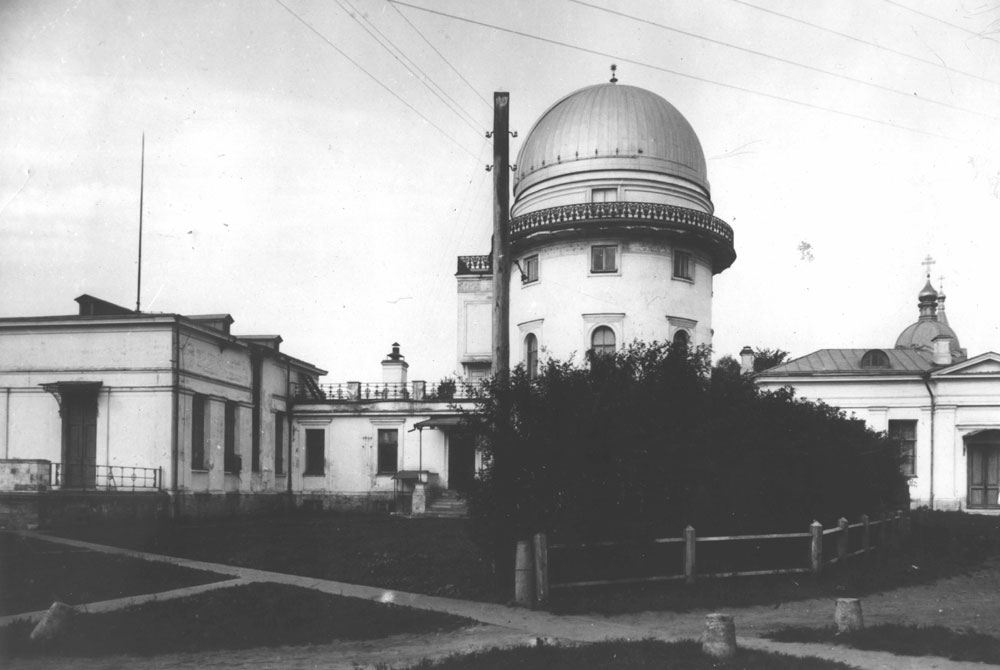
Астрономическая обсерватория Московского университета (Краснопресненская обсерватория), 1900 год

В XIX — начале XX веков в обсерватории работали: академики Д. М. Перевощиков, А. Н. Савич, Ф. А. Бредихин, А. А. Белопольский, члены-корреспонденты М. Ф. Хандриков, В. К. Цераский, С. К. Костинский, Г. А. Тихов, С. Н. Блажко, И. С. Шкловский, профессора П. К. Штернберг, С. А. Казаков, И. А. Казанский, И. Ф. Полак и другие. Деятельность этих учёных и воспитанных ими исследователей позволила превратить Москву в один из ведущих мировых центров развития астрономии.
В последующие десятилетия научные традиции обсерватории продолжила большая группа ученых, воспитанников ГАИШ, среди которых можно назвать авторов фундаментальных открытий, лауреатов высших правительственных и научных премий и наград, академиков и членов-корреспондентов АН СССР, АПН СССР и РАН, членов академий союзных республик, заслуженных деятелей науки, почетных профессоров, директоров основных обсерваторий страны и руководителей научных школ.

### Годы Великой Отечественной войны
В годы Великой Отечественной войны Государственный астрономический институт имени П. К. Штернберга (ГАИШ) выполнял важные работы. В частности, институт обеспечивал передачу точных радиосигналов времени для нужд армии, авиации и флота, для геодезических и картографических работ, геологических разведок, для сотен научно-исследовательских институтов, лабораторий, конструкторских бюро.
В октябре 1941 года ГАИШ был эвакуирован в Свердловск, где осуществлял свою деятельность до реэвакуации в Москву (июль 1944). В течение этого времени служба времени ГАИШ обеспечивала передачу из Свердловска широковещательных и ритмических сигналов. Часть службы времени ГАИШ находилась в Москве всю войну, не прекращая ни на один день передачи широковещательных радиосигналов времени, в том числе специально — для сравнения с кремлёвскими курантами.
В Свердловске была развернута Служба Солнца, возглавляемая Э. Р. Мустелем. Учёные, осуществлявшие регулярное наблюдение поверхности Солнца, оказывали практическую помощь службам связи армии и страны, предсказывая вероятные помехи в радиосвязи по результатам этих наблюдений. В институте составлялись прогнозы возбуждения ионосферы и магнитного поля Земли, которыми повседневно пользовалась радио связь.
Группа сотрудников ГАИШ под руководством профессора Н. Д. Моисеева составила инструкцию «Как определить направление и время по Солнцу и звездам», предназначенную для бойцов Советской Армии. В сентябре 1941 года она вышла тиражом в 200 тыс. экземпляров, а в январе 1942 года второе издание инструкции карманного формата — 50 тыс. экземпляров.
В годы войны институт выполнял работу по аттестации хронометров для Военно-Морского Флота. Были составлены «Таблицы восхода и захода Солнца и Луны», предназначенных для штурманской службы бомбардировочной авиации дальнего действия.

### Современный институт
В настоящее время ГАИШ является крупнейшим центром астрономических исследований и подготовки научных кадров в России.
Из более чем 150 научных сотрудников института 38 человек имеют ученую степень доктора наук, 100 — кандидата наук, 15 докторов наук имеют звание профессора, 2 профессора РАН, 2 члена-корреспондента РАН, один — академика РАН.
Научные исследования, ведущиеся сотрудниками института, охватывают почти все направления современной астрономии и гравиметрии: небесную механику, космологию, радиоастрономию, физику Солнца, исследования Луны и планет Солнечной системы, физику звезд и межзвёздной среды, изучение Галактики, внегалактическую астрономию, релятивистскую астрофизику, гравитационно-волновую астрономию, изучение параметров вращения и глобального строения Земли, координатно-временное обеспечение страны и многое другое.
Сформировавшиеся в ГАИШ научные школы по физике тесных двойных и кратных систем и по исследованию строения, кинематики и динамики нашей Галактики и галактик Местной группы получили государственную поддержку в числе ведущих научных школ России.
Сотрудники ГАИШ активно участвуют в международных научно-исследовательских программах. Большой объём работ связан с космическими экспериментами.
В последние годы[какие?] в ГАИШ разрабатываются новые космические проекты — «Лира», «Фомальгаут», институт активно участвует в международном астрофизическом космическом эксперименте «Интеграл» и в подготовке запуска университетского искусственного спутника Земли «МГУ — 250». Институт участвовал в создании и поддерживает сайт Астронет.
В 2024 году с помощью глобальной сети телескопов-роботов МАСТЕР было подтверждено существование экзопланеты TOI-3570.01.

### Руководство
Директора по году назначения:
- 1931 — Канчеев, Анатолий Александрович[9] — первый директор ГАИШ на территории Краснопресненской обсерватории;
- 1936 — Фесенков, Василий Григорьевич;
- 1939 — Моисеев, Николай Дмитриевич;
- 1943 — Орлов, Сергей Владимирович;
- 1952 — Кукаркин, Борис Васильевич — последний директор ГАИШ на территории Краснопресненской обсерватории;
- 1956 — Мартынов, Дмитрий Яковлевич — первый директор ГАИШ на территории Ленинских гор;
- 1977 — Аксёнов, Евгений Петрович;
- 1986 — Черепащук, Анатолий Михайлович;
- 2019 — Постнов, Константин Александрович.

Известные сотрудники института, упомянутые в Википедии
- Сотрудники Государственного астрономического института им. П. К. Штернберга

## Структура
Современные подразделения ГАИШ МГУ:
Отделы
- Астрометрии и службы времени;
- Внегалактической астрономии;
- Гравитационных измерений;
- Звёздной астрофизики;
- Изучения Галактики и переменных звёзд;
- Исследований Луны и планет;
- Небесной механики;
- Радиоастрономии;
- Релятивистской астрофизики;
- Физики Солнца;
- Физики эмиссионных звёзд и галактик.

Лаборатории
- Астрономических вычислений;
- Гравиметрии;
- Космического мониторинга;
- Космических проектов;
- Краснопресненская лаборатория;
- Лазерных интерферометрических измерений;
- Новых фотометрических методов;
- РАТАН-600;
- Сектор истории университетской обсерватории и ГАИШ.

## Оборудование
Основные научные астрономические инструменты:
Воробьёвы горы
- АВР-3 — 5-дюймовый визуальный рефрактор (D = 125 мм, F = 1900 мм; северная башня);
- АВР-1 — 8-дюймовый визуальный рефрактор (D = 200 мм, F = 3000 мм; в северо-восточной башне, 1955 г.);
- АЗТ-6 — менисковая фотокамера Максутова (D = 250/300 мм, F = 952 мм; в юго-западной башне) (мениск диаметром 250 мм, зеркало диаметром 300 мм);
- АЗТ-7 — менисковый кассегрен (D = 200 мм, F = 4200 мм или 900 (?));
- АФР-1 — широкоугольный астрометрический астрограф (D = 230 мм, F = 2300 мм) (разработан проф. Е. Я. Бугославской);
- АТБ-1 — Вертикальный солнечный телескоп (в южной башне расположен целостат; зеркала целостата = 440 мм, объектив D = 300 мм, F = 14820 мм или зеркала системы Кассегрен D = 300 мм, F = 19050 мм) + спектрограф (~1958 г.);
- АПМ-2 зенит-телескоп (D = 180 мм, F = 2360 мм) (1957 г.);
- АПМ-3 — фотографическая зенитная труба (ФЗТ) (D = 250 мм, F = 4000 мм) (1959 г.);
- АСП-10 — спектрогелиоскоп-спектрогелиограф — горизонтальный солнечный телескоп (целостат D = 225 мм, объектив D = 140 мм, F = 5350 мм) + спектрогелиоскоп;
- ДФС-2 — спектрограф;
- Цейсс-300 — визуальный рефрактор (D = 300 мм, F = 4500 мм, 1970 г.);
- АЗТ-2 — параболический рефлектор (D = 700 мм, F = 3110 мм) + спектрографы: АСП-5 и АСП-6 и АСП-8;
- АПМ-10 — пассажный инструмент (D = 100 мм, F = 1000 мм) (2 шт.);
- АПМ-4 — меридианный круг с фотографической регистрацией (создан под руководством В. В. Подобеда, А. П. Гуляева) (D = 180 мм, F = 2500 мм).

Краснопресненская обсерватория МГУ
- 15-дюймовый двойной астрограф (Фотографический объектив: D = 381 мм, F 6400 мм; Визуальный объектив: D = 381 мм, F = 6600 мм)

Кучинская астрофизическая обсерватория
Кучинская астрофизическая обсерватория — после 1960-х гг. наблюдают в основном Солнце.
- 40-см астрограф (1946 г.) (перевезен в 1958 году в Крымскую Лабораторию ГАИШ);
- горизонтальный солнечный телескоп (1946 г.).

## Наблюдательные базы
Крымская лаборатория ГАИШ (Южная станция ГАИШ, с 1958 г.):
- 125-см рефлектор ЗТЭ (Кассегрен) (1961 г., сконструированный по техническому заданию, разработанному в Энгельгардтовской обсерватории; ЛОМО);
- ЗТЛ-180 (1958 г.);
- Светосильный Цейсс-400 (F = 1600 мм, астрограф, из Кучино (1958 г.) (Широкоугольный 40-см астрограф Цейсса);
- 50-см менисковый телескоп АЗТ-5 из Москвы (1958 г.);
- 48-см зеркальный телескоп АЗТ-14 (1965 г.);
- Цейсс-600 (1969 г.).

Баксанская нейтринная обсерватория;

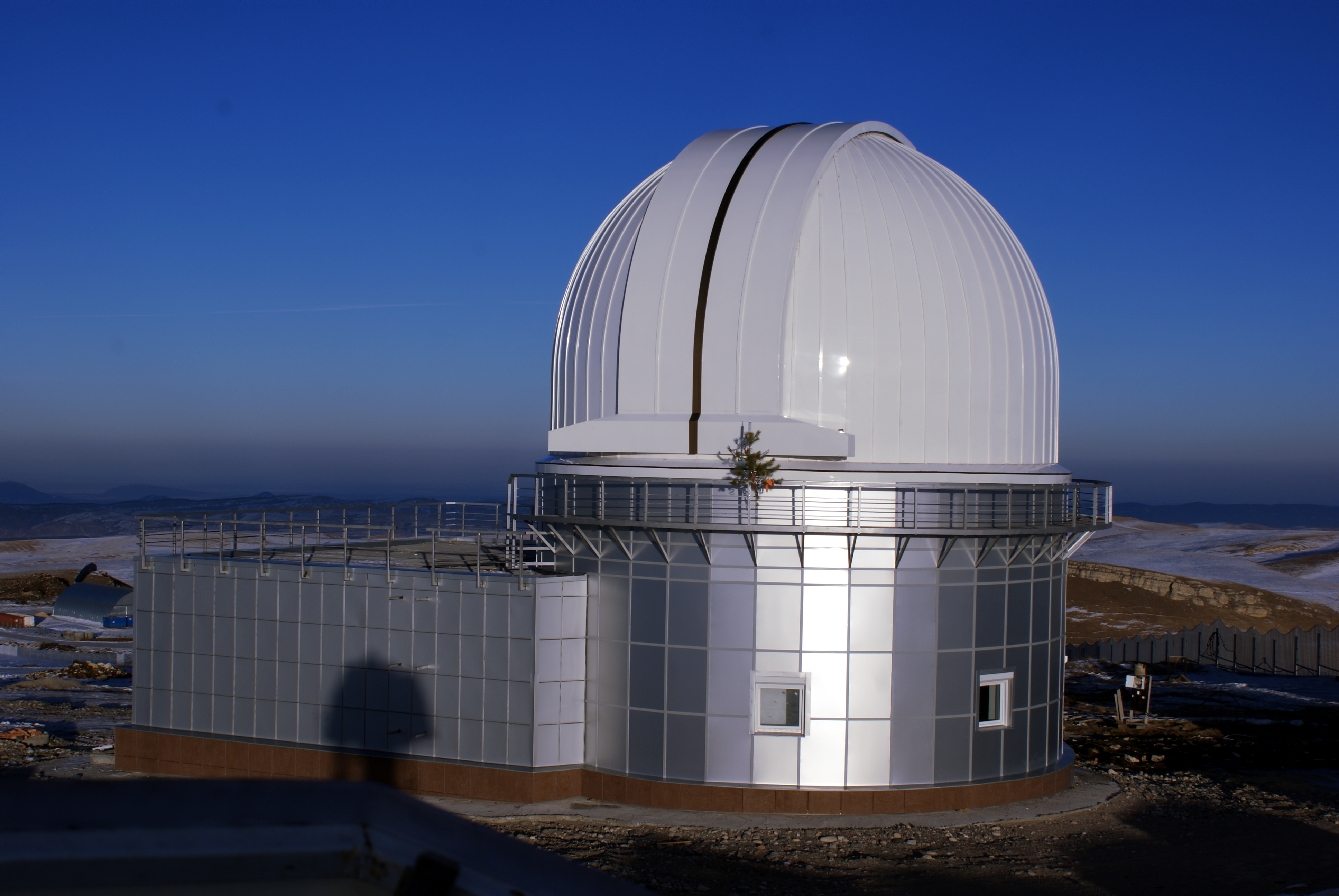
2,5-м телескоп на Кавказе

Кавказская горная обсерватория ГАИШ МГУ:
- Система МАСТЕР[13] (Мобильная Астрономическая Система ТЕлескопов Роботов)

Бывшие базы
Тяньшанская высокогорная станция (Большое Алма-Атинское озеро, с 1957 г.; после 1994 г. национализирована Казахстаном):
- небулярный спектрограф Н. Н. Парийского (для изучения противосияния);
- горизонтальный солнечный телескоп со спектрографом ДФС-3 и инфракрасным спектрометром ИКС-6 и бесщелевой рефлектор-спектрограф АСИ-5;
- АЗТ-14 (D=48 см, рефлектор, 1966—1970 гг.);
- рефрактор-куде фирмы «Оптон» (ФРГ) с На-фильтром (1966—1970 гг.).

Майданакская лаборатория (в начале 1990-х национализирована Узбекистаном).